# Weiße Hufschnecke
Die Weiße Hufschnecke (Hipponix antiquatus) ist eine Schnecken-Art aus der Familie der Hufschnecken (Hipponicidae) in der Gruppe der Caenogastropoda, die im östlichen Pazifischen Ozean und im westlichen Atlantischen Ozean verbreitet ist.

## Merkmale
Die Weiße Hufschnecke hat ein dickes, kegelförmiges bis kappenförmiges Gehäuse, das bei ausgewachsenen Schnecken eine Länge von maximal 1,7 cm und eine Breite von bis zu 1,6 cm erreicht. An der Basis ist der Umriss konkav. Der Apex ist stumpf zugespitzt und hinten gebogen. Die Skulpturierung der Gehäuseoberfläche kann variieren: Bisweilen ist die Oberfläche glatt, oft ist sie aber durch raue blattartige Auflagen gefaltet. Wie bei anderen Hufschnecken befindet sich innen eine auffällige, trichter- bis hufeisenförmige Kalkplatte für den Ansatz der Muskeln, und ein Operculum fehlt. Die Schale ist weiß oder gelblich-weiß gefärbt.
Der Fuß der Weißen Hufschnecke hat einen großen scheibenförmigen Abschnitt, mit dem die Schnecke eine auf dem Substrat anhaftende Kalkplatte abscheidet. Hierauf sitzt die Hufschnecke als sessiles Tier.

## Ernährung
Die Weiße Hufschnecke frisst Detritus, mikroskopische Algen und deren Trümmer, die sie mit ihrer kräftigen, muskulösen Proboscis von der Substratoberfläche aufsammelt. Sie ist als sessiles Tier somit auf ständige Sedimentation organischen Materials in ihrer Umgebung durch Wasserbewegungen angewiesen. Die Nahrungspartikel und Sandkörner mit anhaftender Nahrung im Darm sind bis zu 2 mm lang und 0,5 mm breit. Sie werden mithilfe der Radula von außen in den Oesophagus transportiert, von wo sie durch kräftige Wimperntätigkeit weiter in den Magen befördert werden.

## Verbreitung und Lebensraum
Hipponix antiquatus ist im westlichen Atlantischen Ozean und im Karibischen Meer unter anderem an den Küsten Floridas und der Antillen verbreitet, aber auch im östlichen Pazifischen Ozean von Kalifornien, entlang der Westküste Mexikos bis nach Ecuador zu den Galapagosinseln. Die Schnecke lebt in seichtem Wasser, verborgen unter Steinen oder in Felsspalten.

## Entwicklungszyklus
Hipponix antiquatus ist nach Beobachtungen von Yonge (1953 und 1960) ein protandrischer Zwitter. Als Männchen haben sie eine Schalenlänge von 6 bis 10 mm, als Weibchen von 7 bis 20 mm; die Geschlechtsumwandlung erfolgt also bei einer variablen Schalengröße. Im Stadium als Männchen wurden Penisse beobachtet, während die Tiere als Weibchen einen Eileiter, Eikapseldrüsen und ein Receptaculum seminis haben, in dem bei manchen Individuen Spermien beobachtet wurden. Der Paarungsvorgang ist allerdings unbekannt. Das Weibchen sammelt in seiner Mantelhöhle etwa 6 bis 8 bis zu 840 µm dicke Eikapseln, die jeweils bis zu 50 gelbliche, dotterreiche Eier mit einem Durchmesser von etwa 350 µm enthalten. Die Eikapseln werden jeweils mit einem Stiel an der Kalkplatte befestigt, auf dem die Schnecke ruht, und hier unter dem Propodium ausgebrütet. Die Phase als frei schwimmende Veliger-Larve entfällt; aus den Kapseln schlüpfen kriechende Schnecken.